# Oldřich Hurych
Oldřich Hurych (4. prosince 1917, Praha – 29. září 1968) byl československý hráč ledního hokeje.

## Klubové statistiky
| Sezona     | Klub                 | Soutěž     | Základní část | Základní část | Základní část | Základní část | Základní část | Play off | Play off | Play off | Play off | Play off |
| Sezona     | Klub                 | Soutěž     | Z             | G             | A             | B             | TM            | Z        | G        | A        | B        | TM       |
| ---------- | -------------------- | ---------- | ------------- | ------------- | ------------- | ------------- | ------------- | -------- | -------- | -------- | -------- | -------- |
| 1932-33    | LTC Praha            | —          | —             | —             | —             | —             | —             | —        | —        | —        | —        | —        |
| 1933-34    | LTC Praha            | —          | —             | —             | —             | —             | —             | —        | —        | —        | —        | —        |
| 1934-35    | LTC Praha            | —          | —             | —             | —             | —             | —             | —        | —        | —        | —        | —        |
| 1935-36    | LTC Praha            | —          | —             | —             | —             | —             | —             | —        | —        | —        | —        | —        |
| 1936-37    | LTC Praha            | TCH        | —             | —             | —             | —             | —             | —        | —        | —        | —        | —        |
| 1937-38    | LTC Praha            | TCH        | —             | —             | —             | —             | —             | —        | —        | —        | —        | —        |
| 1938-39    | AC Sparta Praha      | TCH        | —             | —             | —             | —             | —             | —        | —        | —        | —        | —        |
| 1939-40    | AC Sparta Praha      | PCM        | —             | —             | —             | —             | —             | —        | —        | —        | —        | —        |
| 1940-41    | AC Sparta Praha      | PCM        | —             | —             | —             | —             | —             | —        | —        | —        | —        | —        |
| 1941-42    | AC Sparta Praha      | PCM        | —             | —             | —             | —             | —             | —        | —        | —        | —        | —        |
| 1942-43    | HC Stadion Praha     | PCM-2      | —             | —             | —             | —             | —             | —        | —        | —        | —        | —        |
| 1943-44    | HC Stadion Praha     | PCM-2      | —             | —             | —             | —             | —             | —        | —        | —        | —        | —        |
| 1947-48    | SK Královo Pole      | TCH-2      | —             | —             | —             | —             | —             | —        | —        | —        | —        | —        |
| 1948-49    | Sokol Slavia Praha   | TCH-2      | —             | —             | —             | —             | —             | —        | —        | —        | —        | —        |
| 1949-50    | ZJS spojené ocelárny | TCH-2      | —             | —             | —             | —             | —             | —        | —        | —        | —        | —        |
| 1950-51    | ZJS spojené ocelárny | TCH-2      | —             | —             | —             | —             | —             | —        | —        | —        | —        | —        |
| 1951-52    | Sokol Hutě Chomutov  | TCH        | —             | —             | —             | —             | —             | —        | —        | —        | —        | —        |
| 1952-53    | Sokol Hutě Chomutov  | TCH        | —             | —             | —             | —             | —             | —        | —        | —        | —        | —        |
| 1953-54    | Baník Chomutov       | TCH        | —             | —             | —             | —             | —             | —        | —        | —        | —        | —        |
| TCH celkem | TCH celkem           | TCH celkem | —             | —             | —             | —             | —             | —        | —        | —        | —        | —        |

### Reprezentační statistiky
| Rok  | Tým            | Událost | Z | G | A | B | TM |
| ---- | -------------- | ------- | - | - | - | - | -- |
| 1938 | Československo | MS      | 0 | 0 | 0 | 0 | —  |
| 1939 | Československo | MS      | 5 | 2 | 0 | 2 | —  |